# Zorka del Montenegro
Ljubica Petrović-Njegoš Petrović-Njegoš, meglio nota come Zorka del Montenegro (in cirillico: Љубица Петровић-Његош?; Cettigne, 23 dicembre 1864 – Cettigne, 16 marzo 1890), fu una principessa del Montenegro per nascita e principessa Karađorđević grazie al suo matrimonio con Pietro Karađorđević, futuro primo Re di Serbia.

## Biografia

### Infanzia ed educazione
Zorka era la primogenita di Nicola I del Montenegro, e di sua moglie, Milena Vukotić. Nacque nella capitale del Montenegro quando suo padre era ancora principe del Montenegro, venne battezzata 6 giorni dopo la nascita nel monastero di Daibab. Il padrino era il principe serbo Mihailo Obrenović III di Serbia. Fu educata in Russia. 

### Matrimonio
Sposò il 1 agosto 1883, Peter Karađorđević (29 giugno 1844–16 agosto 1921), figlio di Aleksandar Karađorđević. La cerimonia si svolse secondo le tradizioni della Chiesa greco-ortodossa. Ebbero cinque figli.

### Morte
Zorka morì dando alla luce il quinto figlio il 16 marzo 1890 e fu tumulata nella Chiesa di San Giorgio a Topola.
Non ebbe modo così di diventare Regina di Serbia, accanto al marito che venne incoronato nel 1903; il figlio Giorgio, considerato mentalmente instabile, dopo due scandali dovette lasciare il trono del Regno di Jugoslavia al fratello Alessandro.

## Discendenza
La principessa Zorka e Peter Karađorđević ebbero:
- Elena (4 novembre 1884-16 ottobre 1962)
- Milena (28 aprile 1886-21 dicembre 1887)
- Giorgio (8 settembre 1887-17 ottobre 1972)
- Alessandro (16 dicembre 1888-9 ottobre 1934)
- Andrea (nato e morto il 16 marzo 1890)

## Ascendenza
|                                |                      |                    | Genitori |  |  | Nonni |  |  | Bisnonni               |  |  | Trisnonni            |  |
|                                |                      |                    |          |  |  |       |  |  | Stanko Petrović-Njegoš |  |  | Sava Petrović-Njegoš |  |
|                                |                      |                    |          |  |  |       |  |  | Stanko Petrović-Njegoš |  |  | Sava Petrović-Njegoš |  |
|                                |                      | Angelika Radamović |          |  |  |       |  |  | Stanko Petrović-Njegoš |  |  |                      |  |
| Granduca Mirko Petrović-Njegoš |                      |                    |          |  |  |       |  |  | Stanko Petrović-Njegoš |  |  |                      |  |
|                                |                      | Christine Vrbitsa  | …        |  |  |       |  |  |                        |  |  |                      |  |
|                                |                      | Christine Vrbitsa  | …        |  |  |       |  |  |                        |  |  |                      |  |
|                                |                      | Christine Vrbitsa  | …        |  |  |       |  |  |                        |  |  |                      |  |
| Nicola I del Montenegro        |                      | Christine Vrbitsa  |          |  |  |       |  |  |                        |  |  |                      |  |
|                                |                      | Drago Martinović   | …        |  |  |       |  |  |                        |  |  |                      |  |
|                                |                      | Drago Martinović   | …        |  |  |       |  |  |                        |  |  |                      |  |
|                                |                      | Drago Martinović   | …        |  |  |       |  |  |                        |  |  |                      |  |
| Anastasija Martinović          |                      | Drago Martinović   |          |  |  |       |  |  |                        |  |  |                      |  |
|                                |                      | Stana Martinović   | …        |  |  |       |  |  |                        |  |  |                      |  |
|                                |                      | Stana Martinović   | …        |  |  |       |  |  |                        |  |  |                      |  |
|                                |                      | Stana Martinović   | …        |  |  |       |  |  |                        |  |  |                      |  |
| Zorka del Montenegro           |                      | Stana Martinović   |          |  |  |       |  |  |                        |  |  |                      |  |
|                                | Peter Perkov Vukotić | …                  |          |  |  |       |  |  |                        |  |  |                      |  |
|                                | Peter Perkov Vukotić | …                  |          |  |  |       |  |  |                        |  |  |                      |  |
|                                | Peter Perkov Vukotić | …                  |          |  |  |       |  |  |                        |  |  |                      |  |
| Petar Vukotić                  | Peter Perkov Vukotić |                    |          |  |  |       |  |  |                        |  |  |                      |  |
|                                |                      | Stana Milić        | …        |  |  |       |  |  |                        |  |  |                      |  |
|                                |                      | Stana Milić        | …        |  |  |       |  |  |                        |  |  |                      |  |
|                                |                      | Stana Milić        | …        |  |  |       |  |  |                        |  |  |                      |  |
| Milena Vukotić                 |                      | Stana Milić        |          |  |  |       |  |  |                        |  |  |                      |  |
|                                |                      | Tadija Vervodić    | …        |  |  |       |  |  |                        |  |  |                      |  |
|                                |                      | Tadija Vervodić    | …        |  |  |       |  |  |                        |  |  |                      |  |
|                                |                      | Tadija Vervodić    | …        |  |  |       |  |  |                        |  |  |                      |  |
| Elena Vervodić                 |                      | Tadija Vervodić    |          |  |  |       |  |  |                        |  |  |                      |  |
|                                |                      | Milica Pavičević   | …        |  |  |       |  |  |                        |  |  |                      |  |
|                                |                      | Milica Pavičević   | …        |  |  |       |  |  |                        |  |  |                      |  |
|                                |                      | Milica Pavičević   | …        |  |  |       |  |  |                        |  |  |                      |  |
|                                |                      | Milica Pavičević   |          |  |  |       |  |  |                        |  |  |                      |  |